# Bass Generation
Bass Generation es el tercer álbum de estudio del cantante, productor y DJ sueco de eurodance y hard dance Basshunter, lanzado al mercado musical por el sello discográfico británico-irlandés Hard2Beat el 28 de septiembre del año 2009 en el Reino Unido y distribuido por otros sellos como son Ultra Records en los Estados Unidos y Warner Music en Suecia y Polonia. El lanzamiento mundial fue el 6 de octubre.
Salió a la venta en dos versiones; la edición de un disco contiene quince temas de estilo eurodance, siendo en su mayoría canciones nuevas, pero incluyendo covers como la que se hizo de «I Promised Myself» de Nick Kamen, mientras que la edición limitada de dos discos que salió a la venta el 20 de octubre contiene remixes de anteriores sencillos del artista. 
El álbum alcanzó la posición número dos en la lista New Zealand Album Chart de Nueva Zelanda y la siete en la lista South African Album Charts de Sudáfrica. La recepción fue peor que la del anterior disco por parte de algunos medios tratando el álbum con duras críticas, aunque también hubo reseñas buenas.
Del álbum se extrajeron dos sencillos, «Every Morning» que alcanzó el lugar duodécimo en el Top 40 de la lista de sencillos UK Singles Chart y «I Promised Myself» que permaneció durante dos semanas en las listas y alcanzó la posición ochenta y nueve.

## Antecedentes
Tras el gran éxito que Jonas Altberg obtuvo en el año 2008 con su anterior álbum de estudio Now You're Gone - The Album, llegando a vender más de 300.000 copias en el Reino Unido y convirtiéndolo en disco de platino, Hard2Beat organizó una gira veraniega, el Dance Nation Tour 2009, en el que actuaron un número de importantes artistas relacionados con la música dance, tales como Sash! o September. Entre ellos se encontraba Basshunter, que interpretó sus canciones más populares. Al final de cada actuación, ofreció al público un nuevo tema hasta la fecha, titulado «Every Morning».
La discográfica anunció que saldría a la venta un nuevo álbum a finales de verano, por aquel entonces estimado el 5 de octubre, de título todavía en secreto. Según fue pasando el tiempo, la discográfica fue dando más detalles y desveló que el título del tercer álbum de estudio iba a ser Bass Generation. La fecha de salida del álbum fue adelantada una semana por razones desconocidas, por lo que el lanzamiento finalmente fue el 28 de septiembre de 2009, fecha en la que definitivamente salió al mercado. En el perfil oficial Bebo de Basshunter se anunció el 15 de septiembre que el álbum saldría al mercado como un set de dos discos.

## Contenido lírico
Jonas Altberg rodó en Namco Station, Londres, unos vídeos documentales en los que aparecía sentado en un sillón hablando a las cámaras de Hard2Beat acerca de las canciones de su álbum. Desde el 11 de septiembre hasta el 29 de septiembre, fecha de salida del álbum, se fueron subiendo los vídeos, uno diario (excepto los fines de semana) y dos los viernes. De los mismos se obtiene cierta información sobre la producción de las canciones de Bass Generation. 
El primer tema, «Every Morning», está inspirado en una historia real que le ocurrió al artista. La canción comienza con una guitarra eléctrica que se fusiona con un potente bajo y una fuerte melodía trance. «I Promised Myself» se trata de una versión del éxito homónimo de Nick Kamen y posee casi la misma configuración que «Now You're Gone», pero con más bajo, similar a una canción de estilo jumpstyle. En ella se aprecia una mayor actualización del sonido con unos beats trance, reflejada en la línea del bajo y los tambores. El artista aplica un efecto vocoder de voz robotizada antes de la parte instrumental.
«Why» es la última canción que el artista tardó en producir para el álbum. Altberg dijo que disfrutaba mucho la música rock y que le gusta envolverla con su estilo de música, especialmente para las actuaciones en directo. El tema está dedicado a cuantos han vivido en un mundo de amor.
Entre los quince temas estándar, hay un poco de variedad en el hecho en que aparecen colaboraciones de artistas invitados. 
| Cuando estás en una relación, lo más importante es ser honesto con la otra persona, [...] es decir, de mostrar todas las cartas en la mesa en vez de ocultarlas, no de intentar fingir. «I Know U Know» es una canción para decir "Eh, lo hemos pasado genial, pero no es el mejor momento para mí, es hora de acabar porque estoy cambiando"... Es tan sencillo como eso. Jonas Altberg: sobre «I Know U Know». |

El primer invitado es Lauren Dyson, una cantante que ya colaboró en el sencillo «I Miss You» del anterior álbum y ahora participa en la frenética «I Can't Deny». Esta canción fue producida especialmente para Lauren por su voz sensible y especial.
«I Still Love» es, probablemente, una de las canciones más hard del álbum. Recuerda a «Bass Creator» del anterior álbum. Jonas hizo esta canción porque le gusta volver de vez en cuando a su antiguo estilo y alternar. «Day & Night» fue modificada y producida durante mucho tiempo. Según dijo el artista, tuvo que cambiarla más de doce veces. En este tema, el artista jugó mucho con el vocoder y los efectos. En «I Will Learn to Love Again», participa Molly Smitten-Downes (Stunt), vocalista de Sash!. La canción es probablemente la más débil de todo el disco y se hizo para tener una nueva canción para el Bass Generation Tour.
La canción «I Know U Know» tiene los fundamentos de un himno trance clásico. El sintetizador se muestra alegremente y la voz de Altberg se reduce al mínimo. El tema «Plane to Spain» está compuesto a partir de la música de Tetris y su sonido bleppy e informatizado, recuerda a Vengaboys. Es una canción para los aficionados a los juegos de ordenador en línea.

## Cubierta y título

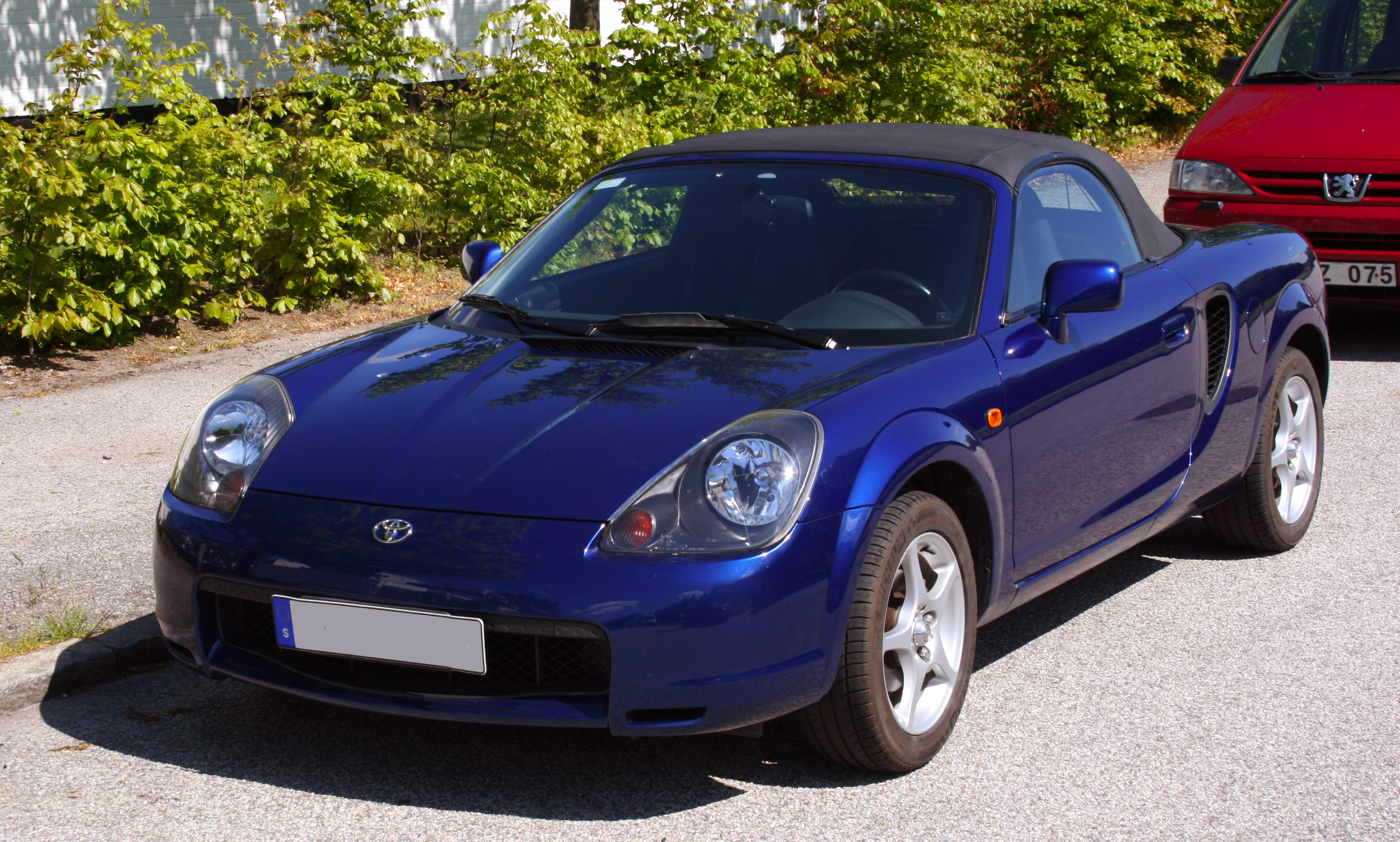
Imagen de un Toyota MR2 azul, modelo parecido al que fue utilizado en la portada de Bass Generation.

La portada del disco muestra a Jonas Alberg sobre el capó de un flamante Toyota MR2 Turbo y rodeado radialmente de unos láseres. El automóvil, propiedad de Nick Turner, apareció en la portada del número de enero de 2008 del magazine británico FastCar. El coche sufrió una serie de modificaciones incluyendo una conversión de faros a Gen 7 Celica, el frontal, faldones TOMS, aleaciones de combustible de 18 pulgadas y un repintado en azul celeste. Los láseres se arrojaron desde atrás con un proyector. De la fotografía se encargó Richard Guest, fotógrafo que ya había trabajado con otros artistas importantes, como Robbie Williams, Embrace o Martina Topley-Bird.
En cuanto al título del álbum, Altberg explicó en un vídeo el porqué:

«¿Por qué he decidido llamar al nuevo álbum "Bass Generation"? Quería hacer a mis fans dueños del álbum. Algo personal, algo dedicado a mis oyentes. De eso se trata. Tenemos nuestra propia generación. Somos los defensores del bass y la "Generación del bass". Así que, llamé al álbum "Bass Generation" sólo por vosotros, amigos.»
Jonas Altberg

## Promoción
Con el fin de promocionar el álbum, Hard2Beat Records comenzó el 10 de agosto un concurso titulado Basshunter Album Artwork Competition, en el cual los fanes participaban enviando sus creaciones de posibles portadas para el álbum al perfil oficial de Basshunter en Bebo desde el 2 de septiembre de forma sólo promocional, ya que la discográfica publicaría la suya oficial. La propuesta ganadora fue firmada, enmarcada y presentada por Basshunter en el Bass Generation Tour, gira que Basshunter realizaría en octubre y diciembre de 2009 en el Reino Unido e Irlanda, respectivamente. Ésta fue revelada el 11 de septiembre. Basshunter ofreció la descarga de forma gratuita de una de las canciones del álbum, «Numbers» en su perfil oficial de Bebo a partir del 2 de septiembre de 2009. En los perfiles Bebo y MySpace oficiales del artista se añadió una aplicación flash, Basshunter Remix Player, que permite hacer mezclas con algunas canciones del álbum.

### Bass Generation Tour
Bass Generation Tour es la primera gira propia que ha organizado el artista, a través de Hard2Beat. Este tour tuvo lugar los meses de octubre y diciembre del año 2009 en los países del Reino Unido e Irlanda, respectivamente, para promover el álbum. Se anunciaron las fechas del tour en el Reino Unido el 1 de julio y las entradas se pusieron en venta a partir del 3 de julio. Las actuaciones tuvieron lugar en importantes ciudades de los dos países convecinos, como Londres, Newcastle, Glasgow o Birmingham en el Reino Unido y Dublín en Irlanda.

### Sencillos

#### Every Morning

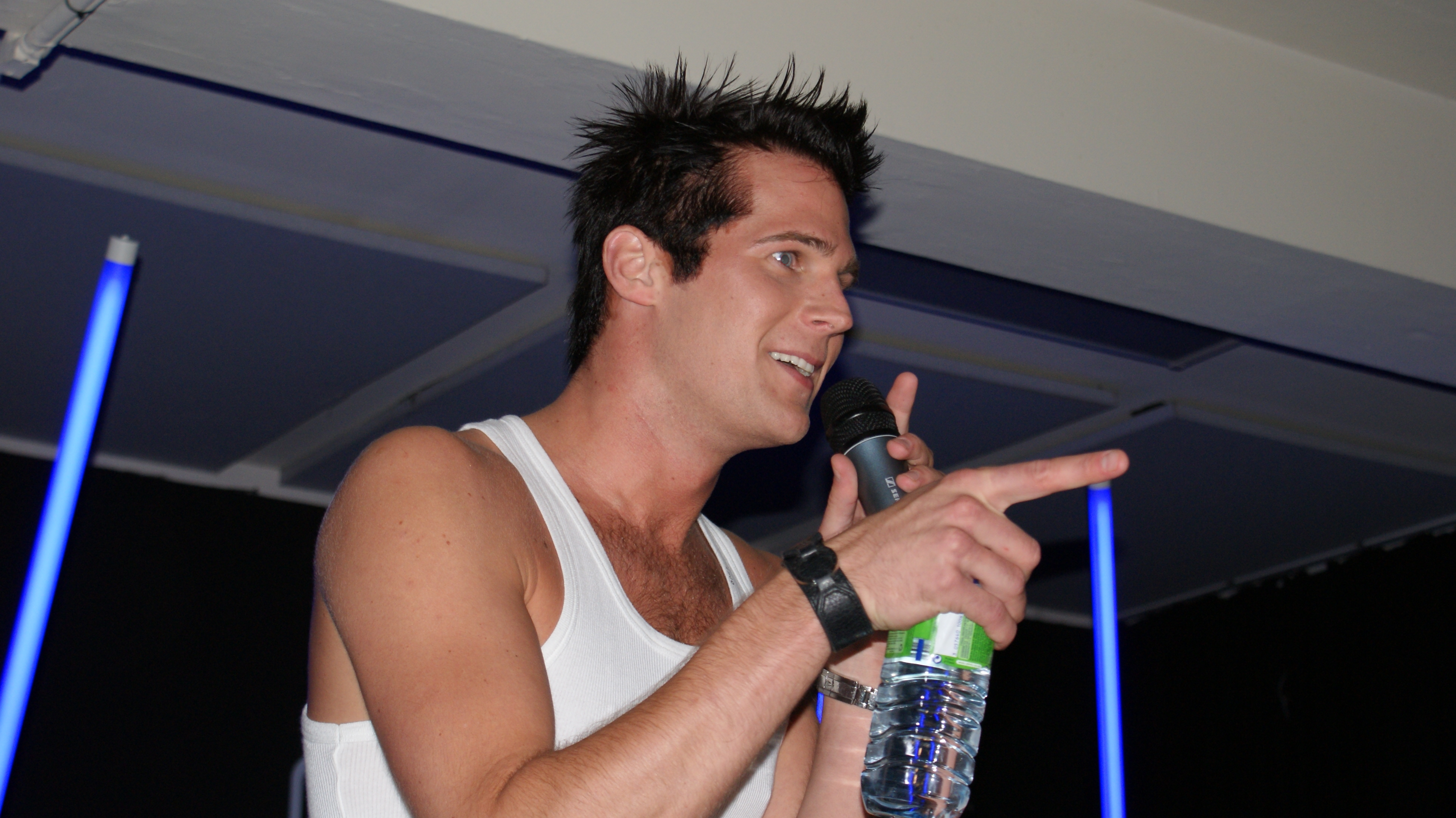
Basshunter interpretando uno de sus temas.

«Every Morning» es el primer sencillo del álbum. Su estreno tuvo lugar al final de cada una de las actuaciones del artista en el evento Dance Nation Tour 2009, tras interpretar sus canciones más populares. La primera ciudad en conocer la nueva composición fue Birmingham en el Reino Unido La primera reproducción oficial de la canción se produjo el domingo 19 de julio de 2009 en el programa BBC Switch de la BBC Radio 1. Dos días después salió a la venta en varios formatos. El 12 de agosto fue subido al portal de vídeos YouTube el videoclip de la canción, que fue grabado en la isla de Palma de Mallorca.
Dirigido de nuevo por Alex Herron, aparece de nuevo la actriz Aylar Lie como novia de Basshunter. El videoclip comienza con una vista de la habitación de un hotel de Mallorca, en la que están los dos juntos. Se puede percibir el sentimiento de felicidad de Basshunter al estar junto a su acompañante por su profunda sonrisa y la letra de la canción: 

I'm a man in love, and she's glorious!
Soy un hombre enamorado, ¡y ella es gloriosa!

 Más adelante salen del hotel donde se encuentran con unos amigos, y quedan para ir a una fiesta en un barco. Basshunter intenta pedirle a su novia que se case con él pero sus amigos, haciendo bromas, le tiran al suelo. A la noche, vuelve a celebrarse otra fiesta en la playa en la que él intenta pedírselo de nuevo pero pasa la misma situación. Entonces, las chicas invitan a Aylar a darse un baño en el mar y tras un rato vuelven, pero ella ya no está. Basshunter se asusta y va a buscarla.
El sencillo llegó a la posición doce del Top 40 del UK Singles Chart del Reino Unido. En el Top 20 de Irlanda, llegó al número diecisiete, mientras que en Nueva Zelanda alcanzó el catorce.

#### I Promised Myself
El segundo sencillo de Bass Generation es un cover de la canción «I Promised Myself», del cantante inglés Nick Kamen. Su primer lanzamiento se produjo el 30 de noviembre de 2009 en descarga digital y disco compacto.
El vídeo musical está también dirigido por Alex Herron y protagonizado de nuevo por Aylar Lie. Fue subido a YouTube el 15 de octubre de 2009. El lugar de rodaje es nuevamente el municipio de Fuengirola en Málaga, y la trama comienza cuando Jonas está en un taxi y va buscar a su novia Aylar, que está en un hospital (Hospital Xanit Internacional). El taxi se queda atascado en el tráfico y Jonas, desesperado, sale del taxi y se va deprisa hacia el hospital. Al llegar, le pregunta a una recepcionista dónde puede encontrar a su novia. Localiza su habitación y abre la puerta, pero la encuentra junto a su exnovio, Lucas, que aparecía en anteriores vídeos del artista. El vídeo dejó en suspense la historia de Basshunter y su búsqueda para conseguir a la chica que quiere.
La canción no obtuvo un gran éxito, alcanzando el puesto noventa y seis en el Top 100 Singles de la lista UK Singles Chart del Reino Unido. En Alemania permaneció durante dos semanas en lista y alcanzó la posición ochenta y nueve en las listas Deutsche-DJ-Playlist.

## Recepción

### Crítica
El álbum tuvo una acogida mediática variada, aunque de peor manera que el anterior. Hubo reseñas buenas y malas. David Jeffries, de Allmusic hacía una buena crítica otorgando al álbum tres estrellas de cinco. 

«Basshunter se ha distinguido como maestro combinando el sonido vibrante y simple de artistas como Cascada con letras más del tipo de Depeche Mode o cualquier banda "de escena" [...] pista a pista, es sencillo apreciar lo Romeo que este fino artesano de discoteca puede llegar a ser.»

 
David Jeffries, de Allmusic

En cambio, otros medios británicos trataron duramente al álbum y al artista.

«Quizás para sorpresa de algunos, Bass Generation marca diez años de la carrera del productor sueco Jonas Altberg, cuya marca de la casa bajo el alias Basshunter sólo ha caído en general en los oídos del Reino Unido desde principios de 2008. [...]
Los pegadizos y desesperados golpes, que impregnan todas y cada una de las pistas; las voces de fondo, [...] uno se queda pensando si esto es un auténtico proyecto musical propio de un DJ apasionado, o una parodia hábilmente ejecutada por el equipo de Saturday Night Live.
"Why", en la que el zumbido de un tono causa agonía, como una tenía Casio que da vueltas alrededor de tu cabeza, es el ejemplo arquetípico de las fórmulas del torrente house de Basshunter. Y de lo más creativo, como "Plane to Spain" con un estilo a Vengaboys, mal uso del vocoder y un pesado muestreo del tema de Tetris, que, al menos, es elogiado por su audacia, aunque el resultado final es, claramente, inaudible. [...] "Bass Generation" no es algo que esperarías que llene la pista de baile de una discoteca de las afueras de la ciudad, sino que habría llegado amortiguado por las paredes de los baños del club [...]
 
Y mientras este subgénero puede ser víctima de prejuicio, tal vez más que justo, es seguro decir que en esta ocasión, sin ningún grado de la predisposición antes mencionada, la música en cuestión es de una calidad asombrosamente baja.»
Al Fox, de BBC Music

Charlote Frearson, de AllGigs, dijo: «Basshunter ha hecho emientemente mejor mi mañana, lo que supongo es el punto de esta bonita música dance hardcore. No está diseñada para hacer al oyente pensar y contemplar el significado de la vida, sino que está diseñada para hacerle sentirse bien, bailar y acabar ese último Apple Snapps.»

## Ediciones

### Edición estándar
| CD 1 | CD 1 | CD 1     |
| N.º  | Título | Duración |
| ---- | --- | -------- |
| 1    | «Every Morning» Compositor(es): Jonas Altberg, Scott Simons Productor(es): Jonas Altberg Mezclas: Robert Uhlmann | 03:18    |
| 2    | «I Promised Myself» Compositor(es): Nick Kamen Productor(es):Jonas Altberg Coproductor: Scott Simons Mezclas: Robert Uhlmann Versión de la canción homónima de Nick Kamen                                                   | 02:37    |
| 3    | «Why» Compositor(es): Jonas Altberg Productor(es): Jonas Altberg Mezclas: Robert Uhlmann | 03:11    |
| 4    | «I Can't Deny» (feat. Lauren Dyson) Compositor(es): Jonas Altberg, Scott Simons Productor(es):Jonas Altberg Coproductor: Scott Simons Mezclas: Robert Uhlmann Colaboraciones vocales: Lauren Dyson                          | 04:00    |
| 5    | «Don't Walk Away» Compositor(es): Jonas Altberg Productor(es):Jonas Altberg Coproductor: Scott Simons Mezclas: Robert Uhlmann                                                                                               | 03:01    |
| 6    | «I Still Love» Compositor(es): Francis Hill, Jonas Altberg Productor(es): Jonas Altberg Mezclas: Robert Uhlmann | 03:33    |
| 7    | «Day & Night» Compositor(es): Jonas Altberg, Scott Simons Productor(es):Jonas Altberg, Robert Uhlmann Versión de la canción «Ravers Fantasy» de Tune Up!                                                                    | 02:55    |
| 8    | «I Will Learn to Love Again» (feat. Stunt) Compositor(es): Diane Warren Productor(es): Jonas Altberg, Robert Uhlmann Mezclas: Robert Uhlmann Colaboraciones vocales: Stunt Versión de la canción homónima de Kaci Battaglia | 03:07    |
| 9    | «Far from Home» Compositor(es): Jonas Altberg Productor(es): Jonas Altberg Mezclas: Robert Uhlmann | 04:10    |
| 10   | «I Know U Know» Compositor(es): Jonas Altberg Productor(es): Jonas Altberg Mezclas: Robert Uhlmann | 02:45    |
| 11   | «On Our Side» Compositor(es): Jonas Altberg, Scott Simons Productor(es): Jonas Altberg, Scott Simons Mezclas: Robert Uhlmann                                                                                                | 03:54    |
| 12   | «Can You» Compositor(es): Jonas Altberg, Francis Hill, Scott Simons Productor(es): Jonas Altberg Mezclas: Robert Uhlmann Versión con letra en inglés de la canción «Ievan Polkka» de Loituma                                | 02:24    |
| 13   | «Plane to Spain» Compositor(es): Jonas Altberg Productor(es): Jonas Altberg Coproductor: Robert Uhlmann Versión con letra en inglés de «Korobéiniki» (melodía del Tetris)                                                   | 03:41    |
| 14   | «Every Morning» (Michael Mind Edit) Compositor(es): Jonas Altberg, Scott Simons Productor(es): Jonas Altberg Mezclas: Robert Uhlmann Remix: Michael Mind                                                                    | 02:59    |
| 15   | «Numbers» Compositor(es): Jonas Altberg, Scott Simons Productor(es): Jonas Altberg Mezclas: Robert Uhlmann | 03:14    |

| Bonus Tracks (iTunes) | Bonus Tracks (iTunes) | Bonus Tracks (iTunes) |
| N.º                   | Título | Duración              |
| --------------------- | --- | --------------------- |
| 16                    | «Every Morning» (Ultra DJ's Bass Mix) Compositor(es): Jonas Altberg, Scott Simons Productor(es): Jonas Altberg Mezclas: Robert Uhlmann Remix: Ultra DJ's            | 05:23                 |
| 17                    | «Camilla» Compositor(es): Jonas Altberg, Francis Hill Productor(es): Jonas Altberg Versión en inglés Incluida originalmente en el álbum Now You're Gone - The Album | 03:14                 |
| 18                    | «Without Stars» Compositor(es): Jonas Altberg Productor(es): Jonas Altberg Mezclas: Robert Uhlmann Incluida originalmente en el álbum LOL <(^^,)>                   | 03:49                 |

### Edición de dos discos
| CD 1 | CD 1 | CD 1     |
| N.º  | Título | Duración |
| ---- | --- | -------- |
| 1    | «Every Morning» Compositor(es): Jonas Altberg, Scott Simons Productor(es): Jonas Altberg Mezclas: Robert Uhlmann | 03:18    |
| 2    | «I Promised Myself» Compositor(es): Nick Kamen Productor(es):Jonas Altberg Coproductor: Scott Simons Mezclas: Robert Uhlmann Versión de la canción homónima de Nick Kamen                                                   | 02:37    |
| 3    | «Why» Compositor(es): Jonas Altberg Productor(es): Jonas Altberg Mezclas: Robert Uhlmann | 03:11    |
| 4    | «I Will Learn to Love Again» (feat. Stunt) Compositor(es): Diane Warren Productor(es): Jonas Altberg, Robert Uhlmann Mezclas: Robert Uhlmann Colaboraciones vocales: Stunt Versión de la canción homónima de Kaci Battaglia | 03:07    |
| 5    | «Don't Walk Away» Compositor(es): Jonas Altberg Productor(es):Jonas Altberg Coproductor: Scott Simons Mezclas: Robert Uhlmann                                                                                               | 03:01    |
| 6    | «I Still Love» Compositor(es): Francis Hill, Jonas Altberg Productor(es): Jonas Altberg Mezclas: Robert Uhlmann | 03:33    |
| 7    | «Day & Night» Compositor(es): Jonas Altberg, Scott Simons Productor(es):Jonas Altberg, Robert Uhlmann Versión de la canción «Ravers Fantasy» de Tune Up!                                                                    | 02:55    |
| 8    | «I Can't Deny» (feat. Lauren Dyson) Compositor(es): Jonas Altberg, Scott Simons Productor(es):Jonas Altberg Coproductor: Scott Simons Mezclas: Robert Uhlmann Colaboraciones vocales: Lauren Dyson                          | 04:00    |
| 9    | «Far from Home» Compositor(es): Jonas Altberg Productor(es): Jonas Altberg Mezclas: Robert Uhlmann | 04:10    |
| 10   | «I Know U Know» Compositor(es): Jonas Altberg Productor(es): Jonas Altberg Mezclas: Robert Uhlmann | 02:45    |
| 11   | «On Our Side» Compositor(es): Jonas Altberg, Scott Simons Productor(es): Jonas Altberg, Scott Simons Mezclas: Robert Uhlmann                                                                                                | 03:54    |
| 12   | «Can You» Compositor(es): Jonas Altberg, Francis Hill, Scott Simons Productor(es): Jonas Altberg Mezclas: Robert Uhlmann Versión con letra en inglés de la canción «Ievan Polkka» de Loituma                                | 02:24    |
| 13   | «Plane to Spain» Compositor(es): Jonas Altberg Productor(es): Jonas Altberg Coproductor: Robert Uhlmann Versión con letra en inglés de «Korobéiniki» (melodía del Tetris)                                                   | 03:41    |
| 14   | «Every Morning» (Michael Mind Edit) Compositor(es): Jonas Altberg, Scott Simons Productor(es): Jonas Altberg Mezclas: Robert Uhlmann Remix: Michael Mind                                                                    | 02:59    |
| 15   | «Numbers» Compositor(es): Jonas Altberg, Scott Simons Productor(es): Jonas Altberg Mezclas: Robert Uhlmann | 03:14    |

| CD 2 | CD 2 | CD 2     |
| N.º  | Título | Duración |
| ---- | --- | -------- |
| 1    | «Now You're Gone» (DJ Alex Extended Mix) (feat. DJ Mental Theo's Bazzheadz) Compositor(es): Theo Nabuurs, Jonas Altberg Productor(es):Jonas Altberg Coproductor: Robert Uhlmann Mezclas: Robert Uhlmann Colaboraciones vocales: Sebastian Wood Remix: DJ Alex Incluida originalmente en el álbum Now You're Gone - The Album                     | 05:42    |
| 2    | «All I Ever Wanted» (Ultra Dj's Remix) Compositor(es): David le Roy, Jean Christophe Belval, S. Damian Productor(es): Jonas Altberg Coproductores: Robert Uhlmann, Scott Simons Remix: Ultra DJ's Incluida originalmente en el álbum Now You're Gone - The Album                                                                                 | 05:33    |
| 3    | «Angel in the Night» (HeadHunters Remix) Compositor(es): Jonas Altberg Productor(es): Jonas Altberg Coproductores: Robert Uhlmann, Scott Simons Remix: HeadHunters Incluida originalmente en el álbum Now You're Gone - The Album | 03:11    |
| 4    | «I Miss You» (Hyperzone Remix) (feat. Lauren Dyson) Compositor(es): Rami Yacoub, Jacob Schulze Productor(es): Jonas Altberg, Scott Simons Coproductor: Robert Uhlmann Remix: Hyperzone Versión de la canción «Miss You» de Westlife Incluida originalmente en el álbum Now You're Gone - The Album                                               | 05:35    |
| 5    | «Please Don't Go» (Bad Behaviour Remix) Compositor(es): Harry Wayne Casey, Richard Finch Productor(es): Jonas Altberg, Robert Uhlmann, Scott Simons Colaboraciones vocales: Lauren Dyson Remix: Bad Behaviour Versión de la canción «Please Don't Go» de KC and the Sunshine Band Incluida originalmente en el álbum Now You're Gone - The Album | 06:45    |
| 6    | «Walk on Water» (Ultra DJ's Remix) Compositor(es): Jonas Altberg Productor(es): Jonas Altberg Coproductor: Robert Uhlmann Remix: Ultra DJ's Incluida originalmente en el álbum Now You're Gone - The Album | 05:19    |
| 7    | «Every Morning» (RainDropz! Remix) Compositor(es): Jonas Altberg, Scott Simons Productor(es): Jonas Altberg Mezclas: Robert Uhlmann Remix: RainDropz! | 04:54    |
| 8    | «Camilla» (Swedish Version) Compositor(es): Jonas Altberg Productor(es): Jonas Altberg Coproductor: Robert Uhlmann Versión en sueco Incluida originalmente en inglés en el álbum Now You're Gone - The Album | 03:22    |
| 9    | «Without Stars» (Swedish Version) Compositor(es): Jonas Altberg Productor(es): Jonas Altberg Mezclas: Robert Uhlmann Incluida originalmente en el álbum LOL <(^^,)> | 03:51    |